# Ophiusa discriminans
Ophiusa discriminans là một loài bướm đêm thuộc họ Erebidae. Loài này có ở Brunei, Nouvelle-Calédonie, New Guinea, Sri Lanka, Thái Lan và ở Úc ở Bắc Úc và Queensland.

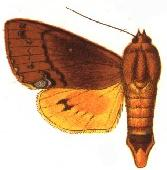
Ophiusa discriminans female

Sải cánh dài khoảng 60 mm.
Ấu trùng ăn các loài Melaleuca.

## Phụ loài
- Ophiusa discriminans discriminans
- Ophiusa discriminans sublutea (New Guinea)

## Hình ảnh

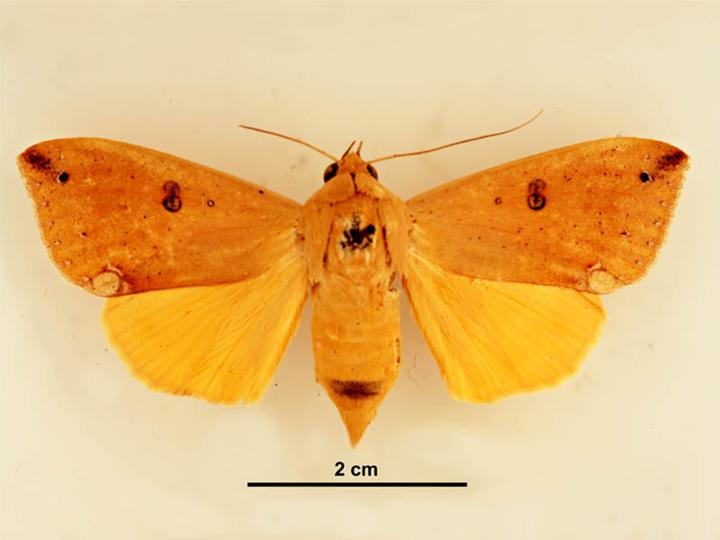
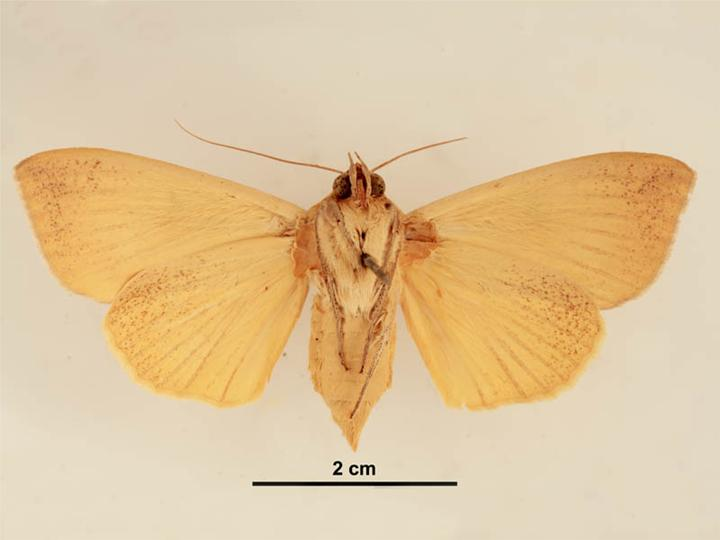
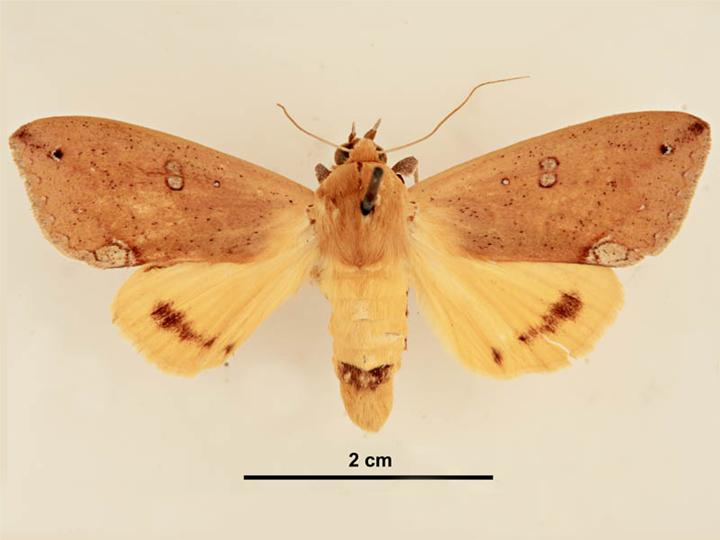
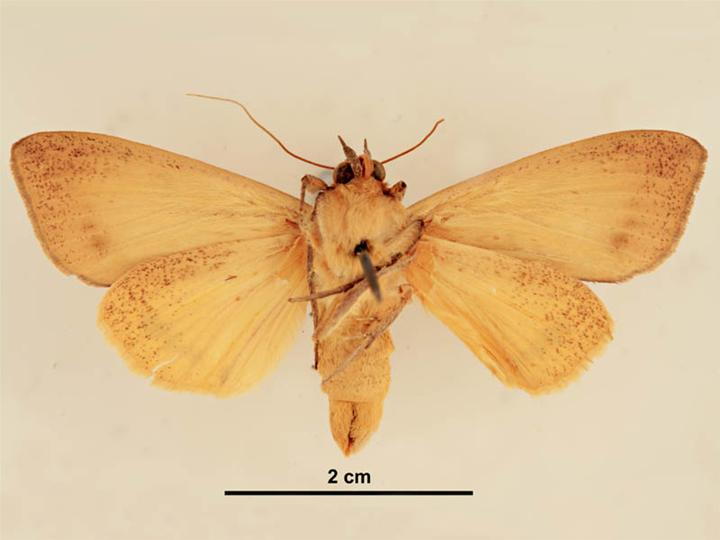